# 大野町 (名古屋市)
大野町（おおのちょう）は、愛知県名古屋市北区にある地名。現行行政地名は大野町1丁目から大野町5丁目。住居表示未実施。

## 地理
名古屋市北区の中央部に位置する。東は辻町・西は鳩岡町・南は長喜町・北は天道町に接する。

## 歴史

### 町名の由来
安井町の字大野に由来するとみられる。尾張藩士の大野なる人物が住み、槍の穂先鍛冶を見張っていたことによるという。

### 沿革
- 1937年（昭和12年）11月1日 - 西区安井町（字鰻田・二反田・坪田・高道・大野の各一部）・光音寺町（字葭原の一部）・辻町（字黒増の一部）の各一部により[2]、西区大野町として成立[3]。
- 1944年（昭和19年）2月11日 - 北区成立により同区大野町となった[3]。
- 1959年（昭和34年）10月1日 - 2丁目1番地にあった生活保護法に基づく授産施設であった名古屋市北授産場が廃止される[4]。

## 世帯数と人口
2022年（令和4年）1月1日現在の世帯数と人口は以下の通りである。
| 町丁   | 世帯数  | 人口    |
| ------ | ------- | ------- |
| 大野町 | 637世帯 | 1,325人 |

### 人口の変遷
国勢調査による人口の推移
| 2000年（平成12年） | 1,403人 | [ WEB 7 ]  |  |
| 2005年（平成17年） | 1,274人 | [ WEB 8 ]  |  |
| 2010年（平成22年） | 1,431人 | [ WEB 9 ]  |  |
| 2015年（平成27年） | 1,378人 | [ WEB 10 ] |  |
| 2020年（令和2年）  | 1,321人 | [ WEB 11 ] |  |

## 学区
市立小・中学校に通う場合、学校等は以下の通りとなる。また、公立高等学校に通う場合の学区は以下の通りとなる。
| 丁目        | 番・番地等 | 小学校                 | 中学校               | 高等学校 |
| ----------- | ---------- | ---------------------- | -------------------- | -------- |
| 大野町1丁目 | 全域       | 名古屋市立東志賀小学校 | 名古屋市立北陵中学校 | 尾張学区 |
| 大野町2丁目 | 全域       | 名古屋市立東志賀小学校 | 名古屋市立北陵中学校 | 尾張学区 |
| 大野町3丁目 | 全域       | 名古屋市立東志賀小学校 | 名古屋市立北陵中学校 | 尾張学区 |
| 大野町4丁目 | 全域       | 名古屋市立東志賀小学校 | 名古屋市立北陵中学校 | 尾張学区 |
| 大野町5丁目 | 全域       | 名古屋市立辻小学校     | 名古屋市立北陵中学校 | 尾張学区 |

## 施設
- URアーバンラフレ志賀（3～6号棟）
- 愛知県営辻町住宅
- 若鯱家本部
- 医療法人応世会　大野歯科医院
- 愛知県女性相談センター
- 中部電力萩野変電所
- 名古屋市大野保育園
- 愛知県立白菊荘
- 辻町公園

街区公園。都市計画公園としての告示は1980年（昭和55年）9月22日。面積は0.65ヘクタール。都市公園法による設置は、1984年（昭和59年）3月31日。開園年度は1983年度（昭和58年度）。

## その他

### 日本郵便
- 郵便番号 : 462-0035[WEB 2]（集配局：名古屋北郵便局[WEB 14]）。

### WEB
1. 1 2  “町・丁目(大字)別、年齢(10歳階級)別公簿人口(全市・区別)”.   名古屋市. 2022年3月31日閲覧。
2. 1 2  “郵便番号”.  日本郵便. 2019年1月6日閲覧。
3. ↑  “市外局番の一覧”.   総務省. 2019年1月6日閲覧。
4. ↑  “管轄区域”.   愛知県自動車会議所. 2021年9月23日閲覧。
5. ↑  “住所コード検索”. 自動車登録関係コード検索システム.  国土交通省. 2018年10月29日閲覧。
6. ↑  “北区の町名一覧”.   名古屋市 (2015年10月21日). 2019年1月12日閲覧。
7. ↑  名古屋市役所総務局企画部統計課統計係 (2005年7月1日). “（刊行物）名古屋の町(大字)・丁目別人口 (平成12年国勢調査) 北区” (xls). 2017年10月8日閲覧。
8. ↑  名古屋市役所総務局企画部統計課統計係 (2007年6月29日). “平成17年国勢調査　名古屋の町(大字)別・年齢別人口 北区” (xls). 2017年10月8日閲覧。
9. ↑  名古屋市役所総務局企画部統計課統計係 (2012年6月29日). “平成22年国勢調査　名古屋の町(大字)別・年齢別人口 北区” (xls). 2017年10月8日閲覧。
10. ↑  名古屋市役所総務局企画部統計課統計係 (2017年7月7日). “平成27年国勢調査　名古屋の町(大字)別・年齢別人口” (xls). 2017年10月8日閲覧。
11. ↑  “データセット情報 国勢調査 / 令和２年国勢調査 / 小地域集計　（主な内容：基本単位区別，町丁・字別人口など） 23：愛知県”.   独立行政法人統計センター. 2022年3月31日閲覧。
12. ↑  “市立小・中学校の通学区域一覧”.   名古屋市 (2018年11月10日). 2019年1月14日閲覧。
13. ↑  “平成29年度以降の愛知県公立高等学校（全日制課程）入学者選抜における通学区域並びに群及びグループ分け案について”.   愛知県教育委員会 (2015年2月16日). 2019年1月14日閲覧。
14. ↑  郵便番号簿 平成29年度版 - 日本郵便. 2019年01月06日閲覧 (PDF)

### 書籍
1. ↑  名古屋市北区役所市民室『北区 私たちのまち』名古屋市北区役所、1979年3月、7頁。
2. ↑  名古屋市北区役所市民室『北区 私たちのまち』名古屋市北区役所、1979年3月、53頁。
3. 1 2  「角川日本地名大辞典」編纂委員会編『角川日本地名大辞典 23 愛知県』角川書店、1989年、287頁。ISBN 4-04-001230-5。
4. ↑  名古屋市会事務局 編『名古屋市会史 第14巻 (昭和34年～昭和38年)』名古屋市会事務局、1984年、175頁。
5. ↑  名古屋市・名古屋市みどりの協会共編『名古屋の公園100年のあゆみ 資料編』名古屋市、2013年3月、32-33頁。